# Atraphaxis badghysi
Atraphaxis badghysi là một loài thực vật có hoa trong họ Rau răm. Loài này được Kult. mô tả khoa học đầu tiên năm 1923.